# Livia López
Livia Claudia López Gutiérrez (Bilbao, 11 de abril de 1979) es una exbaloncestista vitoriana, expresidenta del club Araski AES de baloncesto femenino. Desde 2019, concejala del ayuntamiento de Vitoria. Es sobrina del exjugador Juanma López Iturriaga.

## Biografía

### Trayectoria deportiva
Livia López fue jugadora en varios equipos de la capital alavesa durante casi dos décadas. Inició sus primeros pasos con dos temporadas en el equipo del colegio San Martín (1992-1994). Con 15 años comenzó a jugar en segundo año cadete en el Araba para posteriormente seguir ligada al club dos temporadas más como júnior y otros tantos en categoría Nacional. 
En 1999 se produce un punto de inflexión en su carrera. Su cuadrilla de amigas deja el Araba. Durante un año juega al fútbol sala en el equipo de Valdegovia, pero el baloncesto continúa ahí y el 15 de mayo de 2001 funda el club Abaroa. Livia jugó en categoría Nacional, todas las temporadas salvo en la última, que jugó en el equipo senior.
En 2010 se fusionan el UPV-Alava y el Abaroa para crear Araski AES. Livia solamente jugó la temporada 2014-2015 en el equipo sénior, entonces llamado Viajes Bidasoa Araski. 
Durante su carrera deportiva pretendió aprender a ser mejor jugadora y sobre todo, a ser mejor persona. Para ella que el ambiente en los equipos, entre jugadoras y con las personas entrenadoras fuera el mejor posible era lo más importante. Su mensaje a las jugadoras es que siempre empiecen por sí  mismas y que piensen en dar lo mejor de sí mismas, porque eso hará que disfruten más, que sean mejores jugadoras, y esto favorecerá el ambiente de equipo, que para Livia es lo más valioso que tiene el baloncesto.

### Trayectoria directiva
En 2001 funda el club Abaroa, gestionado por las jugadoras y presidido por Livia López. Arrancó con solo un equipo en categoría y concluyó en la 2009-2010 con una estructura formada por dos conjuntos cadetes, un junior, un senior y dos en categoría Nacional. 
Dejó las canchas para forjar la Asociación de mujeres y Agrupación Deportiva de Baloncesto ARASKI Arabako Emakumeen Saskibaloia (Araski AES) junto con Madelén Urieta, y otras muchas personas que se sumaron a la causa para crear una estructura estable y sostenible para el baloncesto femenino de Álava. Es una presidenta cercana, siempre con su gente, con la cabeza llena de ideas y proyectos y siempre con el objetivo de lograr financiación que permita mejorar las condiciones de las jugadoras y de los equipos.

### Trayectoria política
Fue reclutada por el Partido Nacionalista Vasco para formar parte de su lista electoral a las elecciones municipales de 2019, obteniendo escaño y siendo nombrada concejala de deporte y salud.

## Otras actividades profesionales
- Jefa de producción de programas de televisión desde 2001 en Globomedia.
- Fue una de las productoras del programa Conquistour de EITB en el año 2012.[10]
- Socia, junto con Beatriz Alcalde, de la pizzería Totó en Vitoria que inició su actividad en enero de 2017.[11]

## Premios y reconocimientos
- Premio EL CORREO a las mejores personas deportistas de 2008.[12]
- Premio Ayuntamiento de Vitoria 2012 “Promoción Deporte Femenino” Proyecto Araski.[13]
- Premio AMPEA 2013 (Asoc. Mujeres Profesionales y Empresarias) “Mujer directiva 2013”.[14][15]
- Homenaje del Club Araski AES por su dedicación, sábado 9 de abril de 2016.[16]